# Seay Peak
Seay Peak är en bergstopp i Antarktis. Den ligger i Östantarktis. Australien gör anspråk på området. Toppen på Seay Peak är 1 803 meter över havet, eller 205 meter över den omgivande terrängen. Bredden vid basen är 1,6 km.
Terrängen runt Seay Peak är kuperad åt sydväst, men åt nordost är den platt. Trakten är obefolkad. Det finns inga samhällen i närheten. 